# Helotrephinae
Helotrephinae – podrodzina wodnych pluskwiaków różnoskrzydłych z rodziny Helotrephidae.

## Opis
Ciało małe, półkuliste, silnie wypukłe. U osobników dorosłych wszystkie stopy przednie i środkowe jedno-, a tylne dwuczłonowe. Tarczka co najmniej tak długa jak szeroka. Szew między głową a przedpleczem wyraźny. Czułki dwuczłonowe. Pokładełko samic nieobecne.

## Występowanie
Pluskwiaki te występują w Azji Południowej, na Archipelagu Malajskim, Madagaskarze, Filipinach i w Afryce.

## Systematyka
Do podrodziny tej należą 2 plemiona:
- Helotrephini Esaki et China, 1927
- Limnotrephini Polhemus, 1990